# Ferd'nand
Ferd'nand é um personagem-título de tiras de quadrinhos, de autoria do cartunista dinamarquês Mik, publicada inicialmente em 1937 e conhecida por não possuir balões de diálogos e ainda por sua longevidade.
Foi, ainda, desenhada por Frank Thomas (de 1956 até metade da década de 1960) e por Al Plastino (de 1968 a 1989). Suas tiras foram publicadas em mais de cem jornais de cerca de trinta países.